# Lijndenia laurina
Lijndenia laurina är en tvåhjärtbladig växtart som beskrevs av Heinrich Zollinger och Alexandre Moritzi. Lijndenia laurina ingår i släktet Lijndenia och familjen Melastomataceae. Inga underarter finns listade i Catalogue of Life.